# Tivadar Puskás
Tivadar Puskás (17. září 1844, Pešť – 16. březen 1893, Budapešť) byl maďarský vynálezce, průkopník telefonu a vynálezce telefonní ústředny.
Tivadar odešel po smrti otce v roce 1866 do Anglie. Později pracoval pro Warnin Railway Construction Company v Sedmihradsku, nejdřív jako zástupce společnosti, později jako hlavní inženýr při výstavbě tratí. Později při příležitosti světové výstavy ve Vídni založil Puskásovu cestovní agenturu, která se stala čtvrtou na světě a první ve střední Evropě.
Od roku 1873 působil Puskás v USA, kde spolupracoval s Thomasem A. Edisonem. Ještě předtím si ale koupil pozemek v Coloradu, kde se pokoušel najít zlato. Když se doslechl o vynálezu A.G.Bella, koupil si jeden telefon, rozebral ho a snažil se ho zdokonalit. Podle Edisona byl Puskás „prvním člověkem, kterého napadla myšlenka telefonní ústředny“. První ústředna byla spuštěna do provozu na základě jeho plánů v roce 1878 v Bostonu. Další byla postavená o rok později v Paříži. Tivadar působil v Evropě další čtyři roky jako obchodní zástupce Edisona. Tivadarovi zde pomáhal i jeho bratr Ferenc Puskás, s kterým založili roku 1881 první ústřednu v Pešti. Roku 1886 ministr Gábor Baross zestátnil telefonní síť v Uhersku a dal ji do pronájmu Tivadaru Puskásovi.
Roku 1887 představil Puskás nový typ ústředny, která se stala revoluční ve vývoji telefonních ústředen. Jeho následujícím vynálezem byly Telefonní zprávy, které v mnohém předznamenali budoucí rozhlasové vysílání. Tuto službu spustil v rodné Pešti. Jeho vynález údajně umožňoval poslouchat program půl milionům posluchačům.
V roce 1890 si Puskás patentoval kontrolované exploze, používané ve stavebnictví a o dva roky později si patentoval již zmíněné Telefonní zprávy.
Tivadar Puskás zemřel v mladém věku na srdeční infarkt. Zprávu o jeho smrti roznesl jeho vynález Telefonních zpráv, který předběhl rádiové vysílání o celých 30 let.

## Haló
K Puskásovi se váže i první použití výrazu „haló“ v telefonním rozhovoru.[zdroj?] Vyslovil ho jednomu pomocníkovi při zkoušení ústředny. „Hallom“ znamená v maďarštině „slyším“. Od té doby se tento výraz rozšířil do celého světa v podobě „hallo/hello“.[zdroj?]